# Savi agli Ordini
Le Savi[i] agli Ordini ou  Savi ai Ordini sont de hauts magistrats de la république de Venise, chargés de superviser les affaires maritimes, dont le commerce, la marine vénitienne et les colonies d'outre-mer de la République (Stato da Màr). 

## Histoire

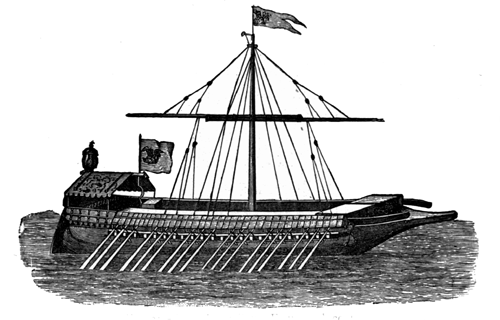
Galère vénitienne du XIVe siècle

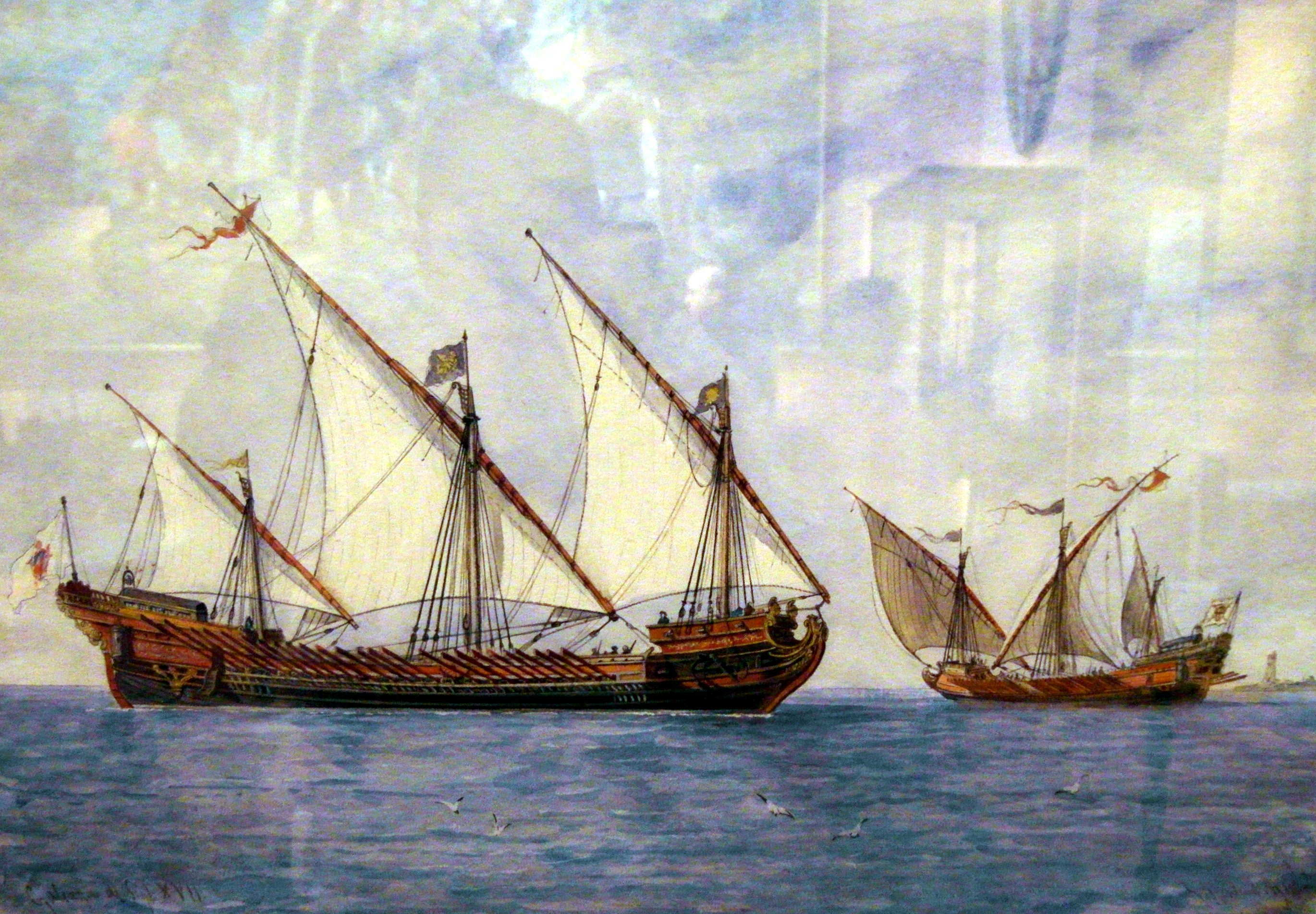
Goelette vénitienne du XVIe siècle

Les cinq Savi agli Ordini sont le premier comité d'experts (savi , « sages ») établis pour aider les dirigeants de la république de Venise, la Signoria de Venise, à préparer la législation à soumettre au Sénat vénitien, au Conseil des Quarante ou au Grand Conseil.  Avec les autres conseils d'administration de savi établis aux XIVe et XVe siècles, ils siégent au Collège Complet (Pien Collegio), le cabinet effectif de la République.  En 1442, ils sont regroupés au Sénat, dont ils deviennent membres d'office . 
Ilssont élus chaque mois de novembre pour un mandat d'un mois afin de formuler la politique commerciale sur la taille et la destination des convois commerciaux qui naviguent chaque printemps et la politique navale, l'équipement de la « flotte de garde », destinée aux opérations en mer Adriatique, mer Égée et Méditerranée orientale .En 1530, les Savi agli Ordini deviennent un élément incontournable du gouvernement et leur mandat estallongé pour couvrir une année entière. 
Au XVe siècle, des restrictions à l'éligibilité à ce poste sont dictées : les membres sont élus par le Sénat, pour un mandat de six mois, commençant le 1er avril ou le 1er octobre et ne peuvent être réélus au même poste pendant six mois. 
En 1503, leur importance diminue après la fin de la  deuxième guerre ottomane-vénitienne.  Le bureau est utilisé comme poste de formation politique, confié à des patriciens plus jeunes et moins expérimentés qui s'installent à une place inférieure dans la salle des séances du Collège plénier, et lorsque les chefs du Conseil des Dix entrent dans la salle, ils doivent céder leur place.   Comme l'affirme le penseur politique du XVIe siècle Donato Giannotti, « leur devoir est de se taire et d’écouter ». 
Comme tous savi , la fonction n'était pas rémunérée, mais pouvait être exercée en complément à d'autres fonctions publiques. 